# Borová (Chvalšiny)
Borová (německy Mistlholz) je malá vesnice, část obce Chvalšiny v okrese Český Krumlov. Nachází se asi 1,5 km na severovýchod od Chvalšin. Je zde evidováno 44 adres.
Borová leží v katastrálním území Borová u Chvalšin o rozloze 6,01 km². V katastrálním území Borová u Chvalšin leží i Borovští Uhlíři.

## Historie
První písemná zmínka o vesnici pochází z roku 1440. V letech 1938 až 1945 byla Borová v důsledku uzavření Mnichovské dohody přičleněna k nacistickému Německu.

## Pamětihodnosti
- Výklenková kaplička na návsi
- Usedlost čp. 38
- Přírodní památka Provázková louka

## Galerie

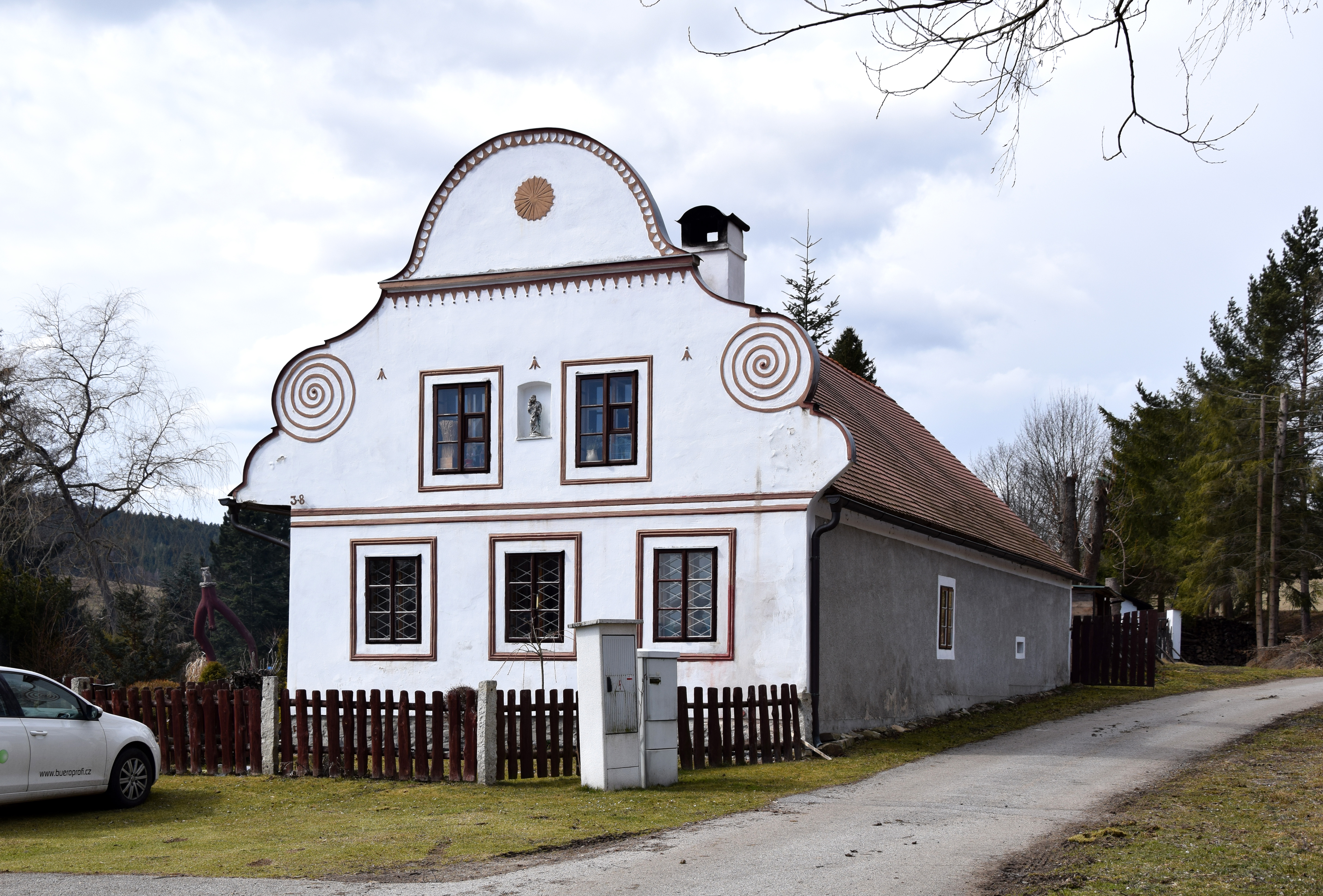
Usedlost čp. 38
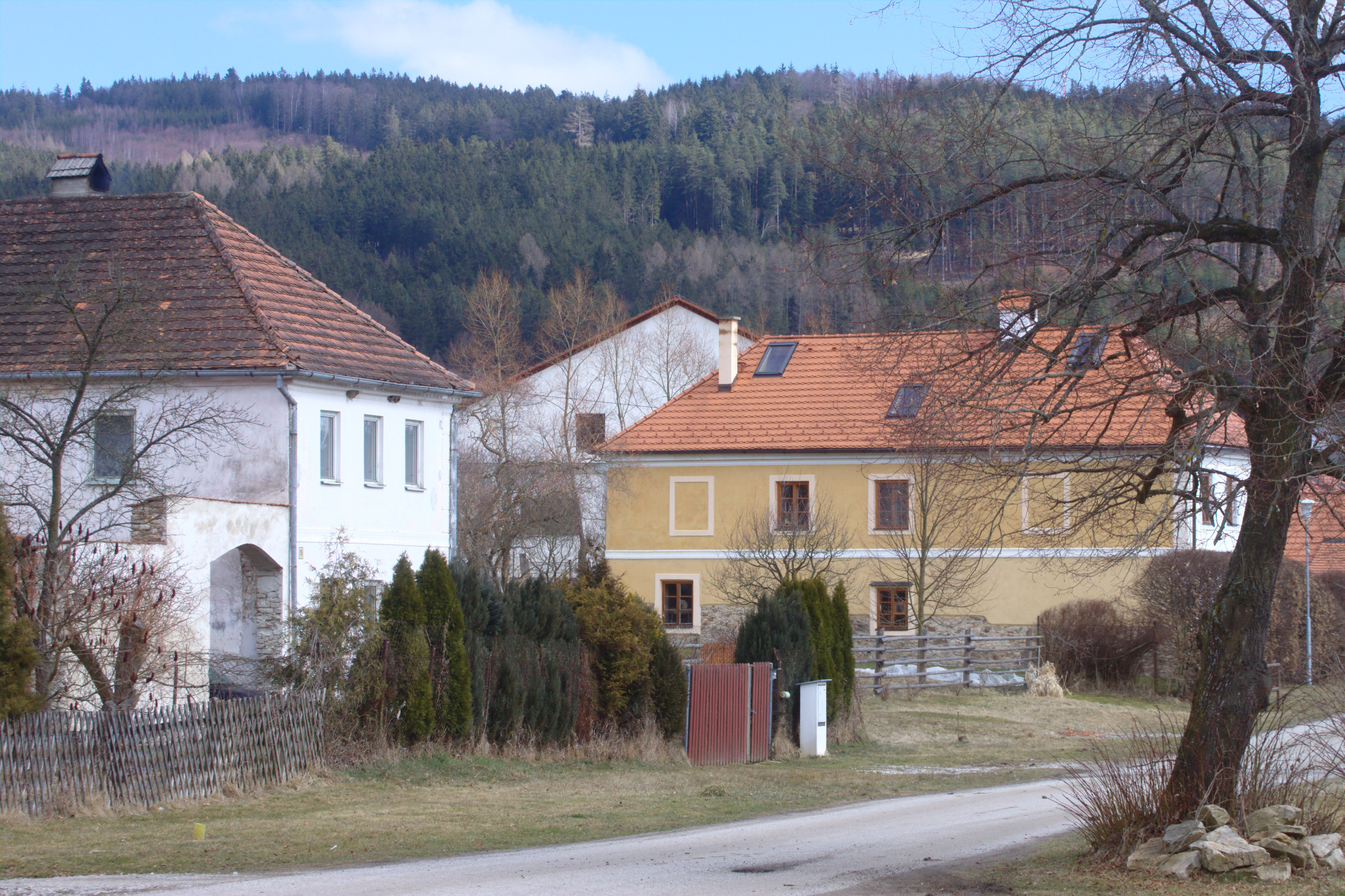
Domy v centru obce
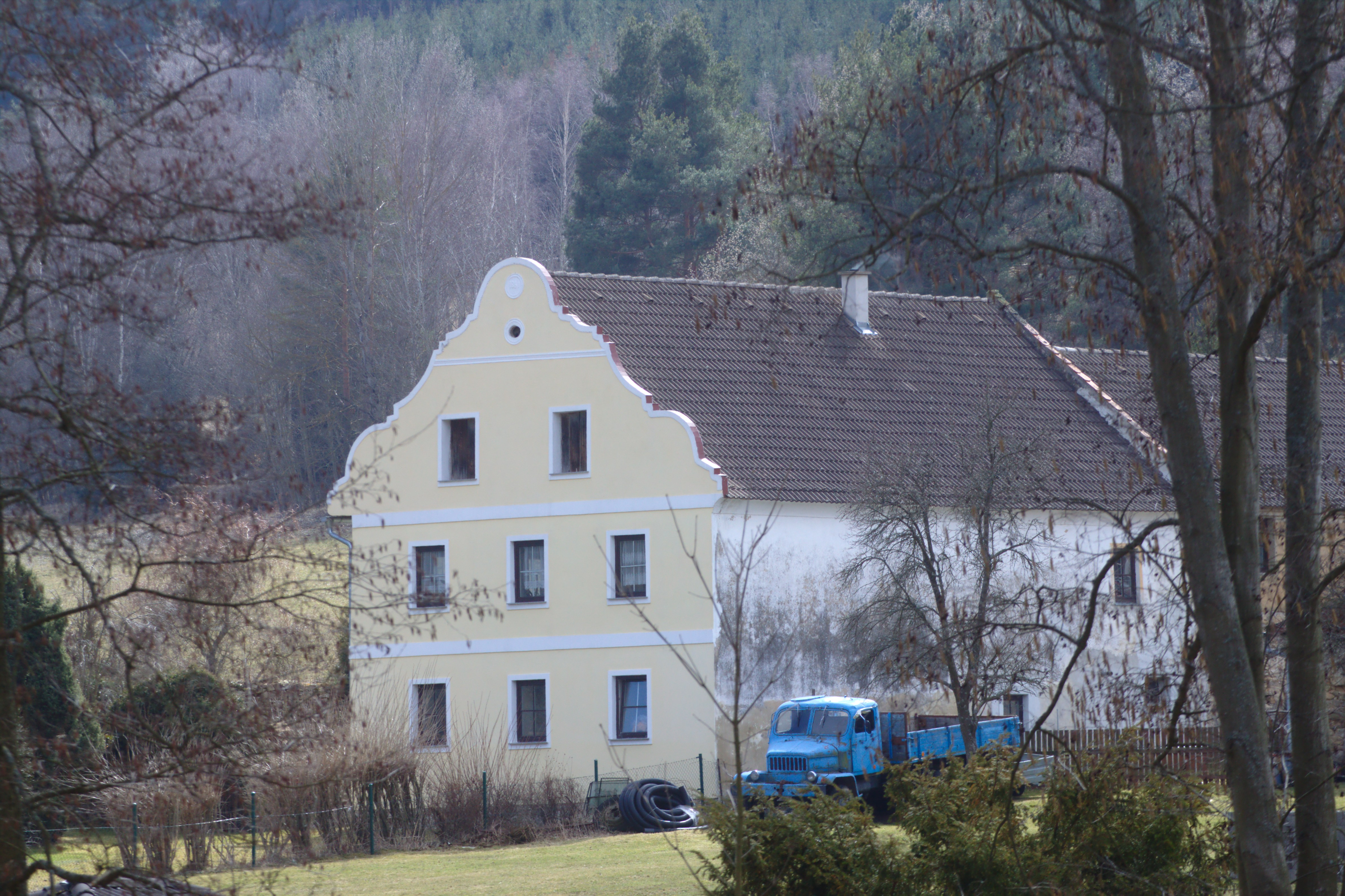
Selské baroko
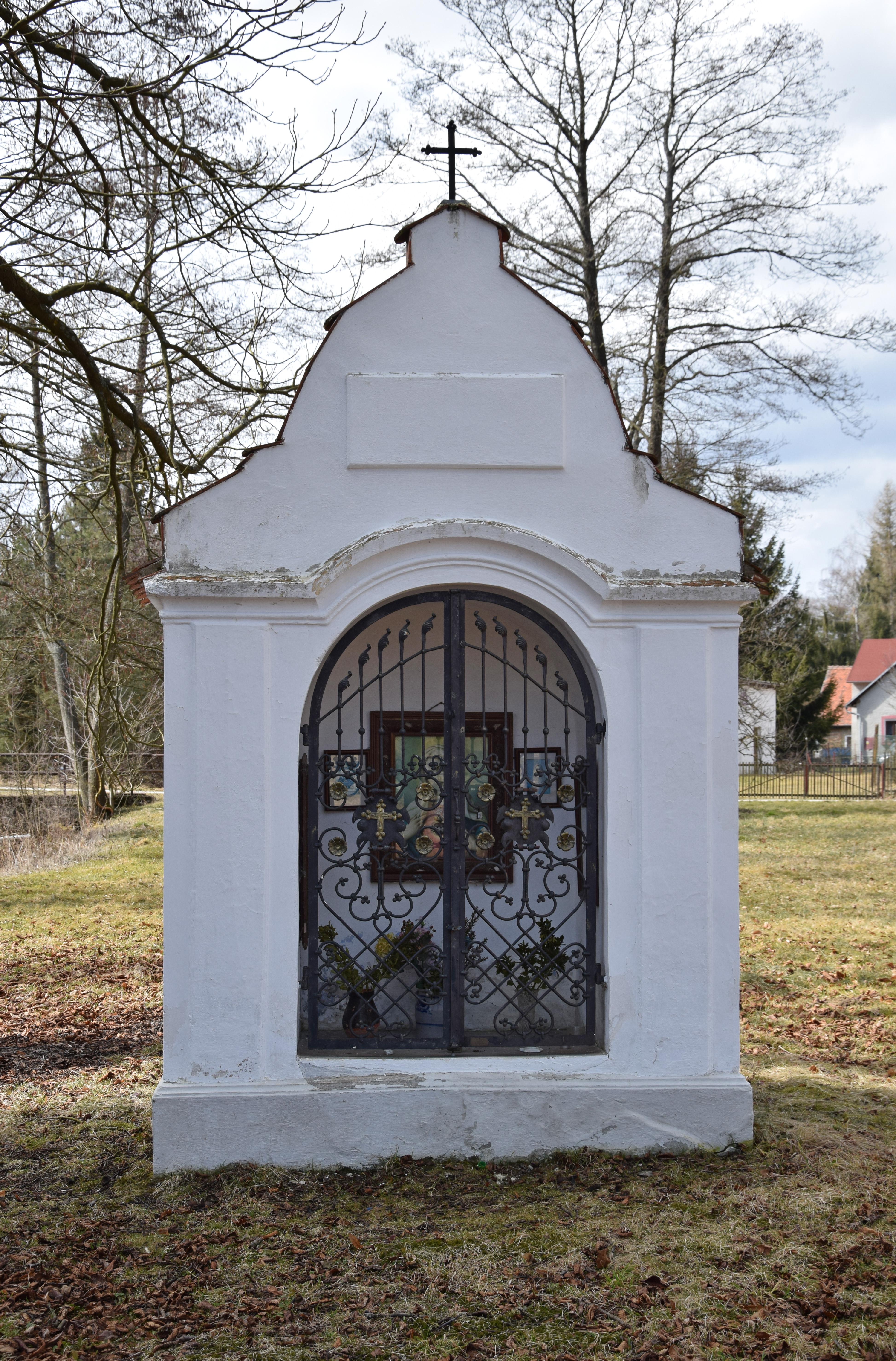
Kaple v Borové